# Vallafjall
Vallafjall är ett berg i republiken Island. Det ligger i regionen Norðurland eystra, 260 km nordost om huvudstaden Reykjavík. Toppen på Vallafjall är 591 meter över havet, eller 51 meter över den omgivande terrängen. Bredden vid basen är 2,0 km.
Trakten runt Vallafjall är nära nog obefolkad, med mindre än två invånare per kvadratkilometer. Det finns inga samhällen i närheten. Trakten runt Vallafjall består i huvudsak av gräsmarker.